# Argiope jinghongensis
Argiope jinghongensis là một loài nhện trong họ Araneidae.
Loài này thuộc chi Argiope. Argiope jinghongensis được Chang-Min Yin, Peng & Jia-Fu Wang miêu tả năm 1994.